# Trypeticus nepalensis
Trypeticus nepalensis är en skalbaggsart som beskrevs av Kanaar 2003. Trypeticus nepalensis ingår i släktet Trypeticus och familjen stumpbaggar. Inga underarter finns listade i Catalogue of Life.